# 海因里希一世 (拿騷-錫根)
海因里希一世（德語：Heinrich I. von Nassau-Siegen，約1270年—1343年7月13日至8月14日之間），第一任拿騷-錫根伯爵，奧托一世的長子，1303年至1343年在位。

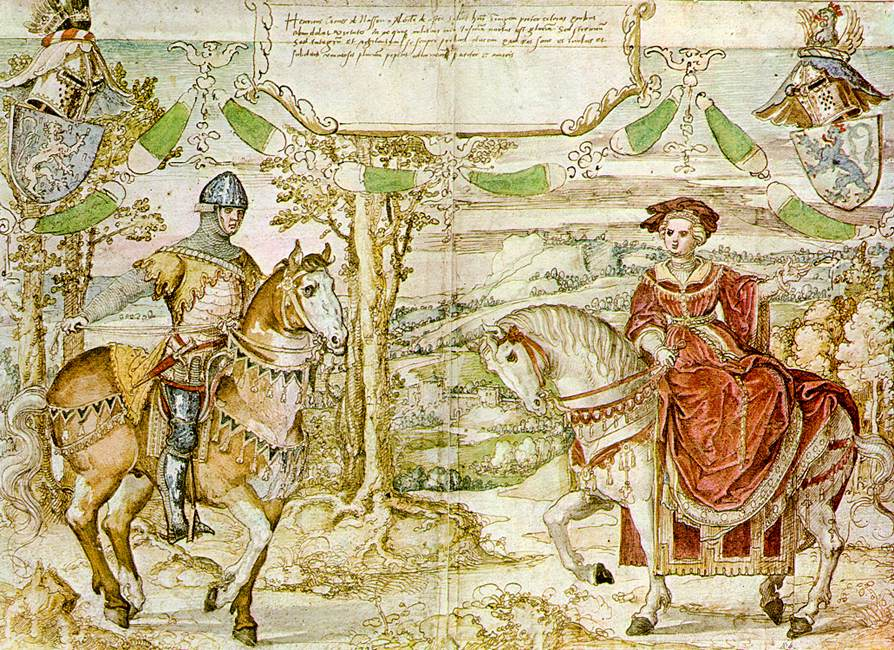
海因里希一世（左）

## 家庭
1300年左右，海因里希與海因斯貝格和布蘭肯堡的阿德海德結婚，兩人共有2子1女：
1. 阿格尼絲（？年—約1317年）
2. 奧托二世（約1305年—1351年）
3. 海因里希（1307年—1388年）